# 元弘の乱
元弘の乱（げんこうのらん）は、鎌倉時代最末期、元徳3年4月29日（1331年6月5日）から元弘3年6月5日（1333年7月17日）にかけて、鎌倉幕府打倒を掲げる後醍醐天皇の勢力と、幕府及び北条高時を当主とする北条得宗家の勢力の間で行われた全国的内乱。ただし、元弘3年/正慶2年（1333年）5–6月中のどの出来事をもって終期とするかは諸説ある（→始期・終期）。

## 概要
後醍醐天皇が倒幕を目指した理由や時期については諸説あって一定しないが、どの説を採用するにしても、元徳2年（1330年）末には具体的な倒幕計画を練っていたとされる。ところが、翌3年4月29日（1331年6月5日）に、後醍醐側近「後の三房」の一人吉田定房が六波羅探題へ計画を密告して、鎌倉幕府もこれを知るところになり、長崎高貞ら追討使が派遣された。関係各所の取り調べが進む中、後醍醐天皇は8月9日（西暦9月11日）に「元弘」への改元を詔し（幕府・持明院統は認めず）、さらに同月後半に京都を脱出して、一品中務卿の尊良親王と元・天台座主の尊雲法親王（後の護良親王）の二皇子と共に笠置山の戦いを起こした。武将楠木正成、桜山茲俊もこれに呼応して、正成は下赤坂城の戦いを開始、茲俊は備後の地吉備津宮で挙兵した。しかし、後醍醐と尊良は間もなく捕縛され、尊雲（護良）と正成は逃げ延び、茲俊は吉備津宮に火をかけ自害して果てた。後醍醐天皇は退位を強制され、後醍醐の大覚寺統と対立する持明院統の皇統（両統迭立）から光厳天皇が即位し、後醍醐天皇は隠岐島へ、尊良親王は土佐国（高知県）に流され、腹心日野資朝は処刑された。元弘2年/元徳4年（1332年）4月10日、幕府は関係者の処分を終え、事態の終結を公式に宣言した。ここまでを特に元弘の変（げんこうのへん）と呼び、「元弘の変」は「元弘の乱」に含まれる一事件であるとする場合が多いが、両語を区別せず「元弘の変」を「元弘の乱」の同義語として扱う場合もある（→名称）。元弘2年/元徳4年4月28日 （1332年5月23日）、幕府・持明院統側では「正慶」へ改元となった。
ところが同年末楠木正成と還俗した護良親王が再挙兵し、さらに翌元弘3年/正慶2年（1333年）には後醍醐天皇と尊良親王が流刑地を脱出した。楠木党の籠城戦上赤坂城の戦い・千早城の戦いが長引くことで幕府御家人の厭戦感情が増し、倒幕を促す後醍醐の綸旨（天皇の命令文）と護良の令旨（皇族の命令文）が全国に出回ったこと等により、戦況は徐々に後醍醐勢力が盛り返してきた。ここに、北条得宗家と代々縁戚関係を結んできた武家の名門足利氏の当主である高氏（後の尊氏）が幕府から離反したことが大きな転機となって、鎌倉からの遠征軍と京の六波羅探題が壊滅。さらに、関東では御家人新田義貞らが倒幕に応じ、5月22日（西暦7月4日）、東勝寺合戦で、得宗の北条高時と内管領の長崎高資を中心とする幕府・得宗家の本体を滅ぼした。残る九州では尊良親王や菊池武時らが戦っていたが（武時本人は3月中に戦死）、同月25日（西暦7月7日）に鎮西探題を攻略した。勝利を完全にした後醍醐天皇は、同25日に光厳天皇を廃位して元号を「元弘」に一統すると、6月5日（西暦7月17日）に京都へ凱旋し建武の新政を開始した。

## 背景

### 正中の変まで
鎌倉時代後期、幕府では北条得宗家が権勢を振るっていた（得宗専制）。北条一門の知行国が著しく増加する一方で、御家人層では、元寇後も続けられた異国警固番役の負担、元寇の恩賞や訴訟の停滞、貨幣経済の普及、所領分割などによって生活が困窮し、没落する者も増加していった。幕府は徳政令を発して対応するが、社会的混乱から諸国では幕府や荘園領主に反抗する悪党の活動が活発化し、次第に支持を失っていった。
朝廷では13世紀後半以降、後深草天皇の子孫（持明院統）と亀山天皇の子孫（大覚寺統）の両皇統の天皇が交互に即位する両統迭立が行われていた。だが、公家社会の中に支持皇統による派閥が生じるようになるなど混乱を引き起こし、幕府による朝廷の制御を困難にした。
文保2年（1318年）、大覚寺統の後醍醐天皇が即位した。後醍醐天皇は父の後宇多天皇の政治路線を継承し、朝廷への中央集権化を進めた。ところが、正中元年（1324年）、幕府打倒を計画したという嫌疑をかけられ、六波羅探題によって捕縛された（正中の変）。幕府の公式発表では、天皇は冤罪とされて罪には問われなかったが、側近の日野資朝は佐渡島へ流罪となった。

### 元弘の倒幕計画の発端
『太平記』では、後醍醐天皇への無罪判決は、幕府の弱腰姿勢の結果であり、実際には天皇は執念深く倒幕計画を練っていたと物語られており、歴史学としてもこれに近い見方をするのが通説的見解である。
伝統的見解を支持する森茂暁によれば、後醍醐の倒幕傾向がさらに強まり、新段階に入ったのは、1326年ではないかという。正中3年3月20日（1326年4月23日）に大覚寺統の皇太子邦良親王が薨去して、持明院統の量仁親王（後の光厳天皇）が立坊され、さらに嘉暦への改元を挟み、関東申次を代々務める西園寺家の当主の地位が、嘉暦元年11月18日（1326年12月13日）に西園寺実衡が薨去したことで、持明院統寄りである西園寺公宗に交代するなど、後醍醐にとって不利な事件が立て続けに起こったことが論拠として挙げられる。
しかし、2007年に河内祥輔によって、後醍醐天皇はこの時点ではまだ幕府との協調路線を望んでおり、天皇は本当に冤罪だったとする新説が唱えられ、亀田俊和が大筋での積極的支持を表明し、呉座勇一も蓋然性は高いと見ている。
『太平記』には、元亨2年（1322年）の春より後醍醐天皇が中宮（西園寺禧子）御産の祈祷と称して真言律宗・真言密教の僧である円観・文観らに「関東調伏」の祈祷をさせたとする記事が載せられており、通説的見解を支持する百瀬今朝雄は、この祈祷は実際には嘉暦元年（1326年）から足かけ4年にわたるもので青蓮院の慈道法親王なども祈祷に加わっていたことを指摘した上で、中宮の懐妊の事実は虚偽であって実際には「関東調伏」のための祈祷であったと結論付けた。これに対して、前述の河内は百瀬の年代考証は認めるものの、「御産祈祷」が邦良親王薨去の3か月後から始まっていることに着目して、後醍醐に関東申次を代々務める西園寺家出身の女性を母親とする親王が誕生すれば邦良亡き後の皇位継承問題で一気に有利に立てることを指摘して、百瀬をはじめとする伝統的通説が「御産祈祷」を〈出産祈願のための祈祷〉と解しているのが誤りであり、これは〈懐妊祈願のための祈祷〉であって実際に「御産祈祷」が行われていたと主張している。
森を始めとする伝統的見解に対し、正中の変冤罪説を支持する亀田の主張では、後醍醐が倒幕を志したのは、聡明さと実母の家格の高さから後醍醐の世継ぎと目されていた世良親王が元徳2年9月17日（1330年10月29日）に病死し、自身の皇統を存続させるのが難しくなった時点からではないか（逆に言えば、この時点までは後醍醐と幕府は協調関係にあったのではないか）という。また、河内の主張も元徳2年頃に鎌倉幕府が成長した邦良の遺児（康仁親王）を将来の皇位継承者とする方針を固め、また余りにも長期にわたる「御産祈祷」が幕府の疑惑を招いた結果、後醍醐に対して量仁への譲位の圧力が強めてきたことで後醍醐を討幕に向かわせたとする。
こうして、後醍醐天皇は側近の日野俊基や前述の文観らと本格的な倒幕計画を進めた。

## 経過

### 笠置山・下赤坂城の戦い

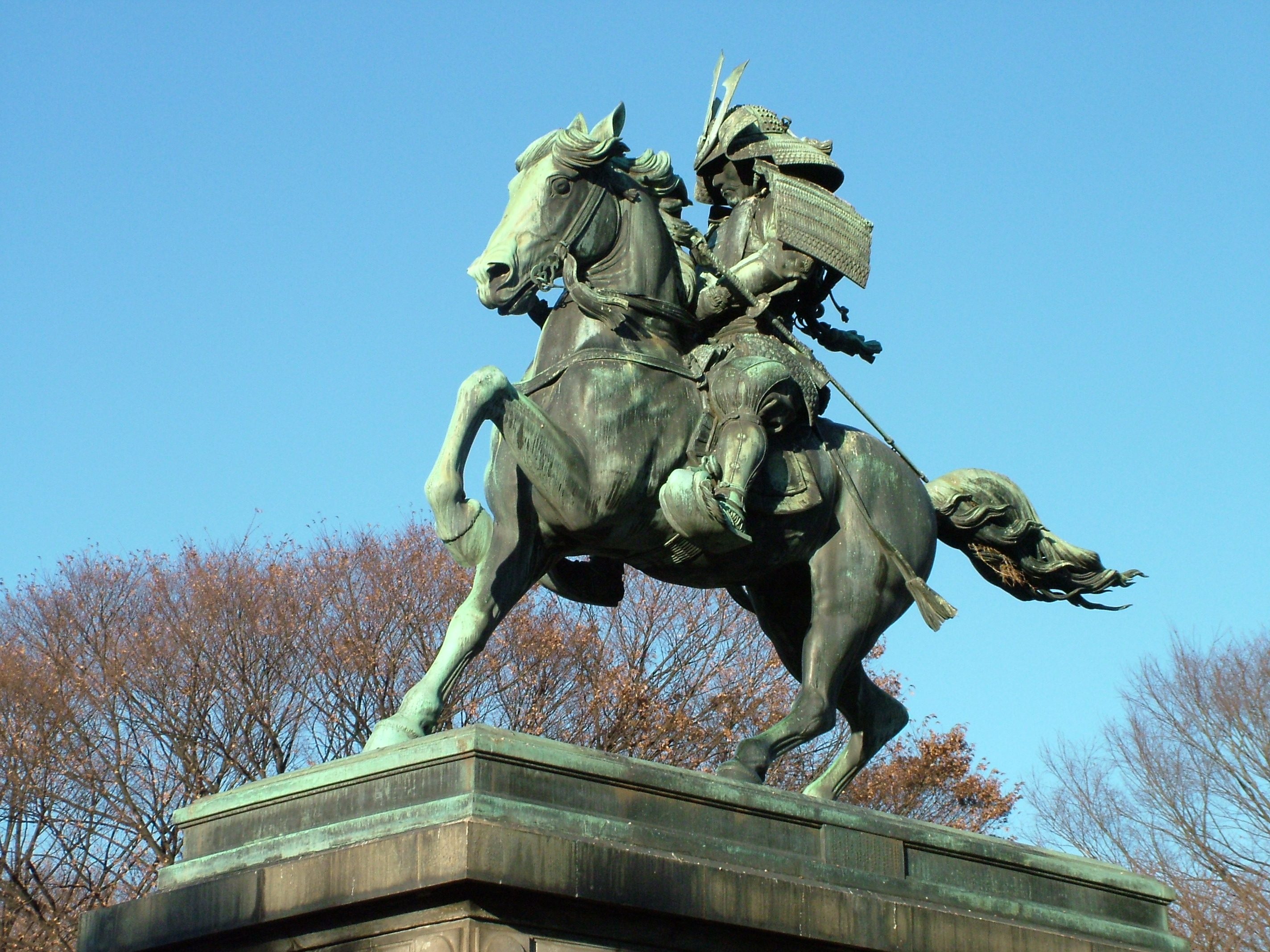
皇居外苑の楠木正成像

元徳3年4月29日（1331年6月5日）、後醍醐の側近である吉田定房が六波羅探題に倒幕計画を密告し、またも計画は事前に発覚した。六波羅探題は軍勢を御所の中にまで送り、後醍醐は女装して御所を脱出し、比叡山へ向かうと見せかけて山城国笠置山で挙兵した。後醍醐の皇子・護良親王や、河内国の悪党・楠木正成もこれに呼応し、それぞれ挙兵した。
幕府は大仏貞直、金沢貞冬、足利高氏（後の尊氏）、新田義貞らの討伐軍を差し向けた。9月に笠置山は陥落し（笠置山の戦い）、楠木軍が守る下赤坂城が残った。ここで幕府軍は苦戦を強いられる。楠木軍は城壁に取り付いた幕府軍に対して大木を落としたり、熱湯を浴びせかけたり、予め設けておいた二重塀を落としたりといった奇策を駆使した。だが楠木正成は、長期間の抗戦は不可能であると理解していた。10月、自ら下赤坂城に火をかけて自害したように見せかけ、姿をくらませた（赤坂城の戦い）。
後醍醐は側近の千種忠顕とともに幕府に捕らえられた。幕府は持明院統の光厳天皇を即位させ、元号を正慶と改めさせるとともに、元弘2年/正慶元年（1332年）、日野俊基や北畠具行、先に流罪となっていた日野資朝らを斬罪とし、後醍醐を隠岐島へ配流した。こうして倒幕運動は鎮圧されたかに見えた。

### 千早城の戦い

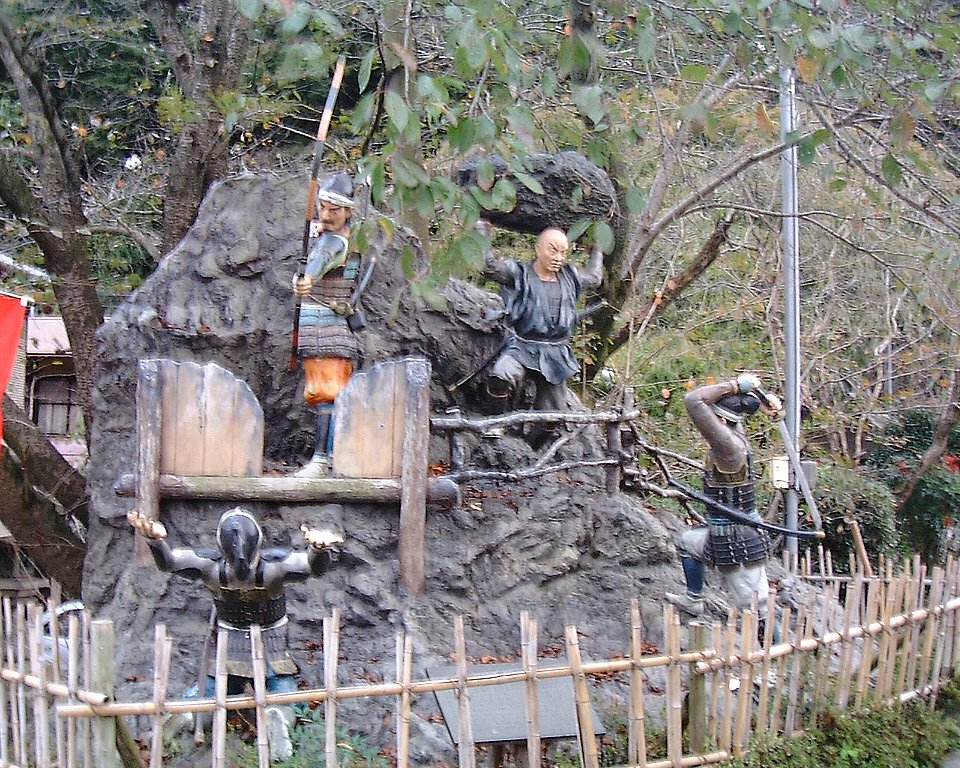
元弘の乱を模した人形（京都府笠置町）

護良親王と楠木正成の両者は各々潜伏し、機会をうかがっていた。楠木正成は河内国金剛山の千早城で挙兵し、護良親王も吉野で挙兵して倒幕の令旨を発した。正成は元弘2年/正慶元年（1332年）末に赤坂城を奪回し、翌元弘3年/正慶2年（1333年）には六波羅勢を摂津国天王寺などで撃破した。
これに対し幕府は再び大仏家時・大仏高直兄弟、名越宗教らが率いる大軍を差し向けた。金剛山系に籠城する楠木勢に対し、先ず幕府軍は正成の悪党仲間の平野将監入道・正成の弟楠木正季らが守る上赤坂城へ向かった。上赤坂城の守りは堅く幕府軍も苦戦するが、城の水源を絶ち、平野将監らを降伏させた。同じ頃、吉野では護良親王が敗れた。
これにより、正成がわずかな軍勢で篭城する千早城を残すのみとなったが、楠木軍は鎧を着せた藁人形を囮として矢を射掛けるなどといった策により、再び幕府軍を翻弄した。幕府軍は水源を絶とうとしたが、千早城では城中に水源を確保していたため効果はなかった。楠木軍は一部が打って出て包囲方を奇襲し、軍旗を奪って城壁に掲げ嘲笑してみせるなど、90日間にわたって幕府の大軍を相手に戦い抜いた。
幕府軍が千早城に大軍を貼り付けにしながら落とせずにいる、との報は全国に伝わり、各地の倒幕の機運を触発することとなった。

### 六波羅攻略
播磨国では赤松則村（円心）が挙兵し、その他の各地でも反乱が起きた。則村は周辺の後醍醐方を糾合し、京都へ進撃する勢いであった。このような状況を見て、閏2月、後醍醐天皇は名和長年の働きで隠岐島を脱出し、伯耆国の船上山に入って倒幕の綸旨を天下へ発した（船上山の戦い）。
幕府は船上山を討つため足利高氏、名越高家らの援兵を送り込んだ。しかし、4月27日には高家が赤松則村に討たれ、高氏は所領のあった丹波国篠村八幡宮で幕府へ反旗を翻す。5月7日、足利高氏は佐々木道誉や則村らと呼応して六波羅探題を攻め落とし、京都を制圧した。北条仲時、北条時益ら六波羅探題の一族郎党は東国へ逃れようとするが、5月9日、近江国の番場蓮華寺で自刃し、光厳天皇、後伏見上皇、花園上皇は捕らえられた。

### 鎌倉攻略
5月8日、新田義貞が上野国生品明神で挙兵した。新田軍は一族や周辺御家人を集めて兵を増やしつつ、利根川を越えて南進した。新田氏の声望は当時さほど高くはなかったが、鎌倉時代を通して源氏の名門と認識されていた足利氏の高氏（尊氏）の嫡子千寿王（後の足利義詮）が合流したことにより、義貞の軍勢は勢いを増し、新田軍は数万規模に膨れ上がったと伝わる。幕府は北条泰家らの軍勢を迎撃のために向かわせるが、御家人らの離反も相次ぎ、小手指ヶ原の戦いや分倍河原の戦いで敗退し、幕府勢は鎌倉へ追い詰められた。
新田軍は極楽寺坂、巨福呂坂、そして義貞と弟脇屋義助は化粧坂の三方から鎌倉を攻撃した。しかし天然の要塞となっていた鎌倉の切通しの守りは固く、極楽寺坂では新田方の大館宗氏も戦死した。戦いは一旦は膠着し、新田軍は切通しからの攻略を諦めたが、新田義貞が海岸線（稲村ヶ崎）から鎌倉へ突入した。執権北条守時（第16代執権）や北条基時（第13代執権）ら幕府要人が戦死・自害した市街戦ののち、生き残った得宗家当主北条高時（第14代執権）や北条貞顕（第15代執権）ら幕府の中枢の諸人総計800余人は5月22日、北条氏の菩提寺であった東勝寺において自害した（東勝寺合戦）。

### 九州
同じ頃、鎮西探題北条英時も、少弐貞経、大友貞宗、島津貞久らに攻められて5月25日に博多で自刃した。

## その後
後醍醐天皇は、北条高時の冥福を祈るため、建武2年（1335年）3月ごろ、腹心の足利尊氏に命じ、鎌倉の高時屋敷跡に宝戒寺を建立しようとした。その後の戦乱で造営は一時中断されていたが、観応の擾乱を制して幕府の実権を握った尊氏は、円観を名義上の開山（二世の惟賢を実質的な開山）として、正平8年/文和2年（1353年）春ごろから造営を再開し、翌年ごろには完成させ、後醍醐の遺志を完遂した。
また、高時の遺児北条時行は中先代の乱で一時は後醍醐天皇に反旗を翻したが、のち南北朝の内乱が始まると後醍醐側につき、尊氏軍との戦いで敗北し、斬首された。

## 影響
後醍醐天皇の討幕運動は遂に成功を見た。後醍醐天皇は京都へ帰還し、元弘の元号を復活させ、念願であった中央集権政策である建武の新政を開始した。しかし、建武政権は、後醍醐天皇と足利尊氏の戦い建武の乱により、わずか3年で崩壊した。
『太平記』史観や、それを受け継いだ1960年代の佐藤進一の説では、後醍醐天皇は独裁的暗君で、その政策は非現実的なものであり、また側近の公家ばかりを贔屓し、元弘の乱で功績のあった武士たちを冷遇したとされる。このことにより、足利尊氏は後醍醐への叛意を抱き、建武の乱で建武政権を滅ぼして室町幕府を創立したとされる。
その一方、2000年前後から現れた新説では、後醍醐天皇の政治的手腕は再評価される傾向にあり、建武の新政の諸政策は、大覚寺統の法制と鎌倉幕府の法制を折衷した合理的な改革で、武士の実力も適切に認め多くの恩賞を与えたものだったとされる。足利尊氏は終生、後醍醐天皇に対し畏敬の念を抱き、後醍醐の諸改革は後継となる室町幕府に発展的に受け継がれたとする見解もある。

## 考察

### 名称
この内乱に係わる用語としては、「元弘の乱」と「元弘の変」というものがある。
『国史大辞典』「元弘の乱」（福田豊彦担当）は、元徳3年（元弘元年、1331年）の倒幕計画発覚から元弘3年/正慶2年（1333年）の鎌倉幕府崩壊と建武の新政発足までの戦乱全体を「元弘の乱」と呼ぶ。そして、「元弘の変」は「元弘の乱」に内包される事件であり、その始期と終期は、元弘の乱の勃発当初から、後醍醐天皇が捕らえられて強制譲位・隠岐配流されて近臣も処分されるまでを指す「場合が多い」としている。『国史大辞典』とおおよそ同様の区別を用いる日本中世史研究者には、森茂暁・新井孝重・生駒孝臣などがいる。
一方、日本史以外の分野の文献では、『日本国語大辞典』第二版および『日本大百科全書』「元弘の変」（五味克夫担当）が、「元弘の変」を1331–1333年の戦乱全体に対する呼称（つまり「元弘の乱」と同義語）として用いている。

### 始期・終期
始期については、元弘の倒幕計画がいつから練られていたかが不明であるため、直ちに明確ではない。しかし、元徳3年4月29日（1331年6月5日）に、吉田定房が謀反の企てを六波羅探題に密告し、この情報が関東に伝わったことで事件が表面化した。これを受け、鎌倉から長崎高貞と南条高直らの二名の「追討使」が派遣され、軍事的な対立関係が発生した。したがって、この密告を起点として後に続く戦乱が語られる。
終期については、以下の日が考えられる。
- 元弘3年/正慶2年5月22日（1333年7月4日） - 東勝寺合戦による鎌倉幕府と北条得宗家の滅亡。ただし、幕府の九州統治機関である鎮西探題の軍事力は残存していた。『日本大百科全書』「元弘の変」はこの出来事で記事を終える[18]。
- 元弘3年/正慶2年5月25日（1333年7月7日） - 鎮西探題の滅亡、光厳天皇の廃位、年号を元弘へ復帰[12]。森茂暁は、「鎌倉幕府の倒幕劇は（中略）同二十五日の鎮西探題滅亡をもって幕切れとなる」と表現している[19]。
- 元弘3年5月26日（1333年7月8日） - 長門探題の金沢時直が降伏し、鎌倉幕府の全ての地方統治機関が滅ぶ[20]。亀田俊和の一著作は、この日付で元弘の乱に関する章を終える[20]。
- 元弘3年6月5日（1333年7月17日） - 後醍醐天皇の京都還幸と建武の新政の開始[12]。『国史大辞典』「元弘の乱」はこの日付で記事を終える[12]。